# Kapelstraat (Hasselt)

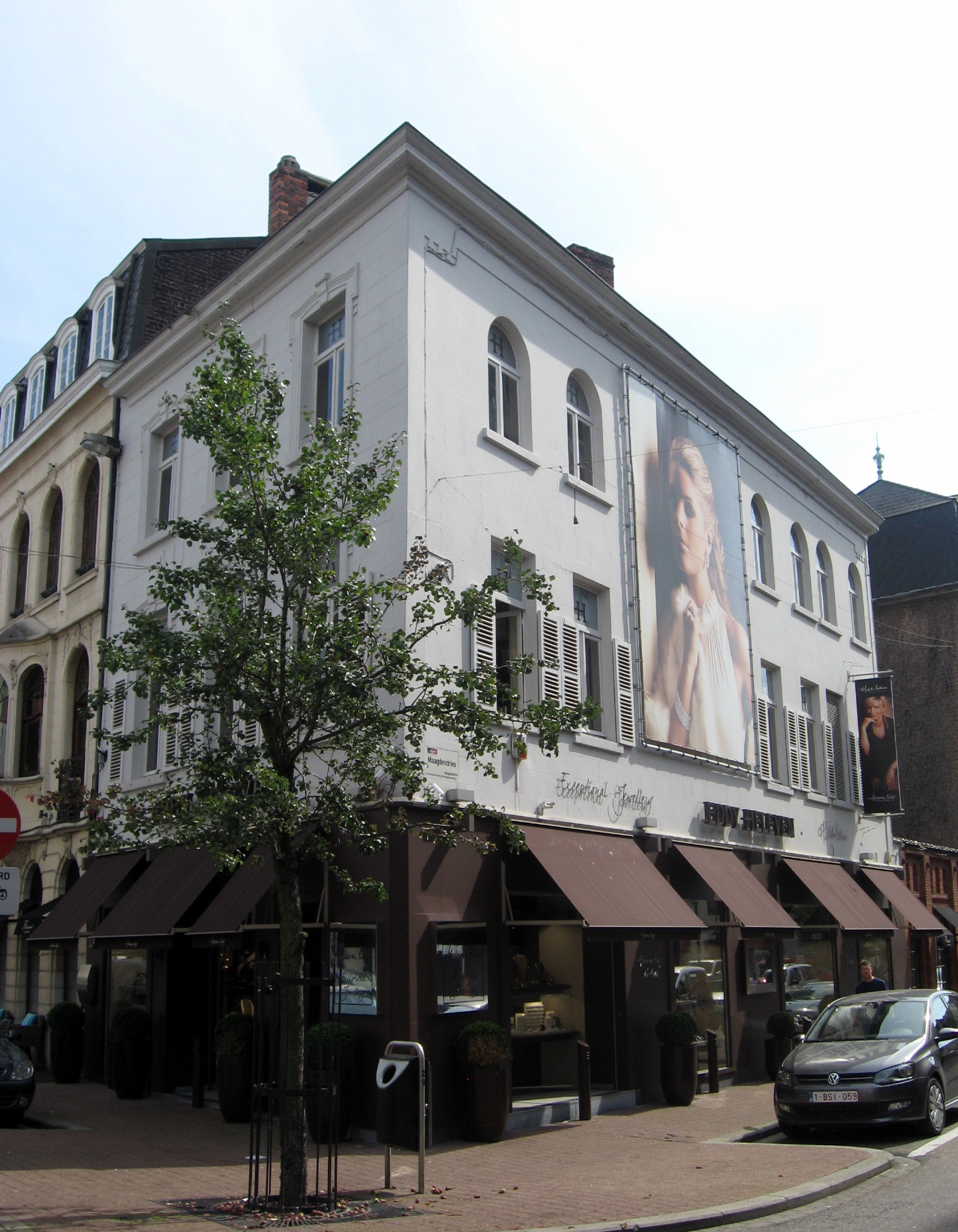
Huis Sinte-Geertruyde aan de Kapelstraat

De Kapelstraat is een straat in het centrum van Hasselt.
Deze straat verbond de Kuringerpoort met de Grote Markt. Het was een van de belangrijkste straten van Hasselt.

## Geschiedenis
Oorspronkelijk heette ze Augustijnenstraat (platea Augustinorum), omdat het Augustijnenklooster er gevestigd was. Vanaf 1372 was de naam Capellestraat in gebruik. Deze verwees naar de Clerenkapel, gewijd aan Onze-Lieve-Vrouw, die er in 1334 aan gebouwd werd, en welke een voorloper was van de Virga-Jessebasiliek. Toen in 1847 de stadsomwalling werd gesloopt, werd een doorsteek naar de huidige Koningin Astridlaan gemaakt, de Diesterstraat genaamd. Tijdens de Tweede Wereldoorlog, in 1944, werd de oostelijke helft van de straat vrijwel geheel verwoest. Daar werden moderne winkels gebouwd.
Niettemin zijn, behalve de Virga-Jessebasiliek, in de Kapelstraat nog de volgende monumenten te vinden:
- Den Crans, aan Kapelstraat 1
- Den Turck, aan Kapelstraat 3
- De Gulden Beurse, aan Kapelstraat 5
- De Groote Pellicaen, aan Kapelstraat 43
- De Arent, aan Kapelstraat 49
- Het Lombardenhuys (Kapelstraat), aan Kapelstraat 51
- De Wijzer, aan Kapelstraat 57